# 리사 커디

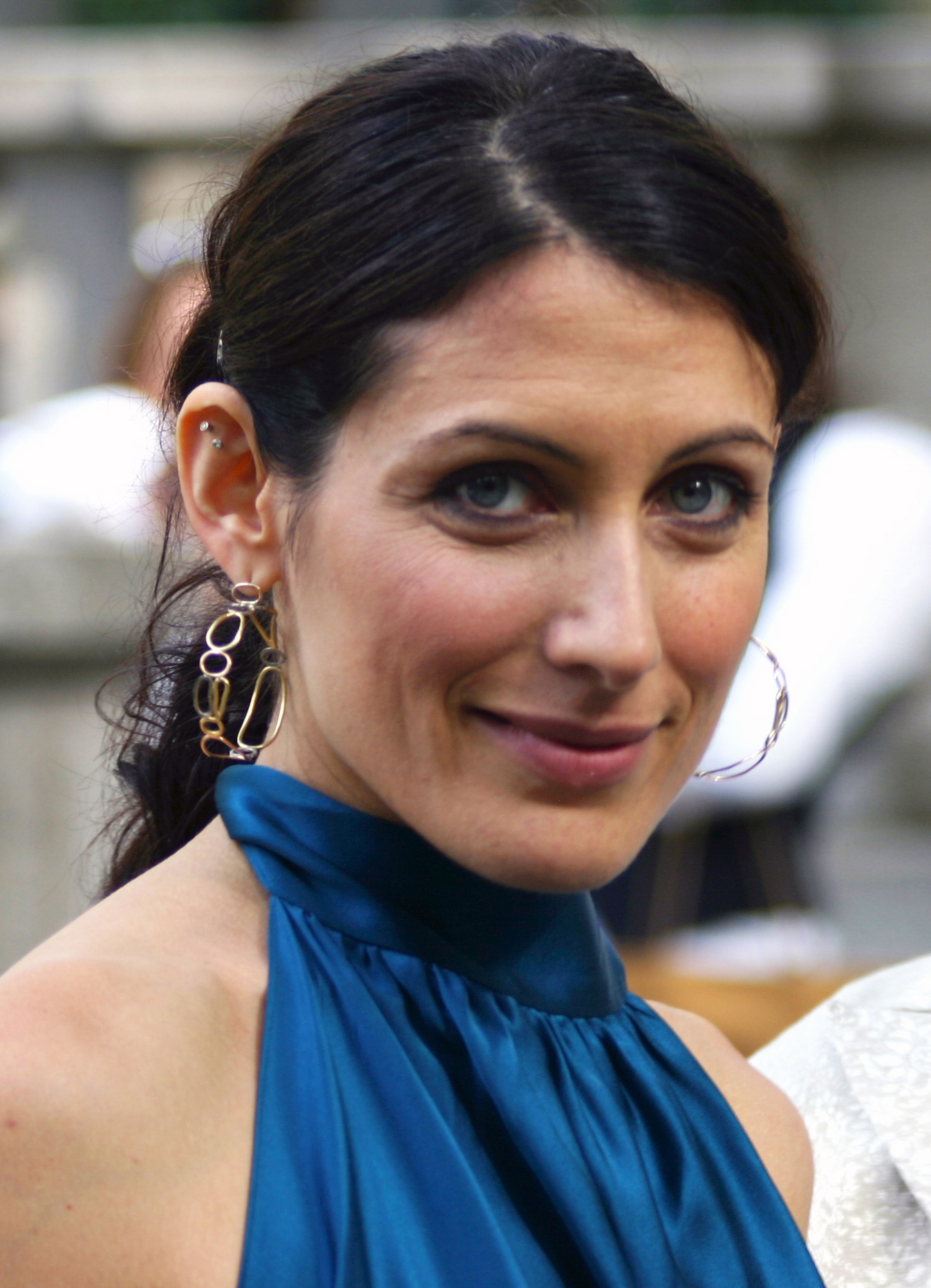

리사 커디(Dr. Lisa Cuddy)는 미국 폭스의 드라마 《하우스》의 등장인물이다. 리사 에델스타인이 연기하였다.
미시간 대학교에서 차석 졸업으로 의대를 마쳤으며 병원장이 되었을 때는 첫 번째 여성, 두 번째로 어린 나이였다. 커디는 그 점에 대해서 긍지를 가지고 있으나 그레고리 하우스에게는 유독 약한 면을 많이 보인다. 아이들에 대한 애정이 커서 아이를 갖고 싶어 한다. 에피소드 중에서 미혼모 환자의 딸의 위탁모가 되며 더욱 자신의 아이를 갖는 것에 대한 열망을 갖게된다. 처음에는 주변의 의사들 (윌슨, 하우스) 등의 정자를 기증받을 생각이었으나 정자은행에서 인공수정을 하기로 하고 여러차례 시도하지만 실패한다. 결국 입양을 선택하지만 그 과정에서도 일과 육아 사이에서 갈등한다. 하지만 커디는 딸 '레이첼'과의 교감을 통해 입양을 확신하게 되고 엄마가 된다. 직장에서 하우스의 성적 농담으로 자주 괴롭힘당한다. 시즌 3에서는 윌슨과 잠깐동안 데이트를 하기도 하며, 하우스와도 미묘한 긴장감을 항상 유지한다.